# Aughenbaugh Peak
Der Aughenbaugh Peak ist ein spitzer und über 1800 m hoher Berg im westantarktischen Queen Elizabeth Land. Er ragt 1,1 km nordöstlich des Neuburg Peak im südwestlichen Dufek-Massiv der Pensacola Mountains auf.
Der United States Geological Survey kartierte ihn anhand eigener Vermessungen und mithilfe von Luftaufnahmen der United States Navy zwischen 1956 und 1966. Das Advisory Committee on Antarctic Names benannte ihn 1968 nach dem US-amerikanischen Glaziologen Nolan Blaine Aughenbaugh (* 1928), der zu derjenigen auf der Ellsworth-Station stationierten Mannschaft gehörte, die im Dezember 1957 als erste das Dufek-Massiv erkundet hatte.